# Deadly Class (Fernsehserie)
Deadly Class ist eine US-amerikanische Fernsehserie nach dem gleichnamigen Comic von Rick Remender und Wes Craig, die ab Ende 2018 bei Syfy erstausgestrahlt wurde. Die deutschsprachige Premiere fand ab dem 27. Februar 2019 bei dessen deutschem Ableger statt. Die Serie wurde nach einer Staffel eingestellt.

## Inhalt
Vor dem Hintergrund der späten 1980er Jahre folgt Deadly Class dem obdachlosen und desillusionierten Teenager Marcus, der von Master Lin für eine Ausbildung an der King’s Akademie rekrutiert wurde, einer berühmten Elite-Privatschule, in die die besten Verbrecherfamilien der Welt ihre nächsten Generationen schicken. Diese werden dort in der Kunst des Töten ausgebildet. Marcus findet am King’s sowohl neue Freunde als auch Feinde. Über allem schweben die Geheimnisse seiner Vergangenheit und die Frage nach seiner Zukunft.

## Entstehung
Die Dreharbeiten fanden in Vancouver statt, unter anderem wurde in der James Anglican Church gefilmt, die für die Innenaufnahmen der King’s Akademie genutzt wurde. Die deutschsprachige Synchronisation entstand im Auftrag von VSI Berlin und unter Regie von Sven Plate, der sich auch gemeinsam mit Jörg Hartung für das Dialogbuch verantwortlich zeigte.

## Episodenübersicht
| Nr. | Deutscher Titel                 | Originaltitel          | Erstausstrahlung (USA) | Deutschsprachige Erstausstrahlung (Syfy) | Regie              | Drehbuch                                 |
| --- | ------------------------------- | ---------------------- | ---------------------- | ---------------------------------------- | ------------------ | ---------------------------------------- |
| 1   | Reagan-Zeit                     | Reagan Youth           | 30. Dez. 2018          | 27. Feb. 2019                            | Lee Toland Krieger | Rick Remender und Miles Orion Feldsott   |
| 2   | Der Neue                        | Noise, Noise, Noise    | 23. Jan. 2019          | 27. Feb. 2019                            | Adam Kane          | Rick Remender                            |
| 3   | In der Schlangengrube           | Snake Pit              | 30. Jan. 2019          | 6. März 2019                             | Adam Kane          | Krystal Houghton Ziv und Kevin Rodriguez |
| 4   | Machtspiele                     | Mirror People          | 6. Feb. 2019           | 13. März 2019                            | Alexis Ostrander   | Miles Orion Feldsott                     |
| 5   | Der Trip                        | Saudade                | 13. Feb. 2019          | 20. März 2019                            | Adam Kane          | Rick Remender                            |
| 6   | El Diablo und der heilige Geist | Stigmata Martyr        | 20. Feb. 2019          | 27. März 2019                            | Paco Cabezas       | Maggie Bandur und Alex Ebel              |
| 7   | Der tote Kopf                   | Rise Above             | 27. Feb. 2019          | 7. Apr. 2019                             | Anthony Leonardi   | Dave Anthony und Hilliard Guess          |
| 8   | Kein Weg zurück                 | The Clampdown          | 6. März 2019           | 10. Apr. 2019                            | Ami Canaan Mann    | Rayna McClendon                          |
| 9   | Liebe & Betrug                  | Kids of the Black Hole | 13. März 2019          | 21. Apr. 2019                            | Wayne Yip          | Rick Remender und Miles Orion Feldsott   |
| 10  | Scherbenhaufen                  | Sink With California   | 20. März 2019          | 24. Apr. 2019                            | Adam Kane          | Rick Remender                            |

## Rezeption
Der US-amerikanische Aggregator Rotten Tomatoes erfasste 65 % wohlwollende Kritiken unter 37 Besprechungen in der Fachpresse mit einer Durchschnittsbewertung von 6,2 von 10. Metacritic ermittelte aus 13 Besprechungen eine durchschnittliche Bewertung von 58/100.